# 3월의 판타지아
3월의 판타지아, 3월의 판타시아(三月のパンタシア, 산가츠노 판타시아, Sangatsu no Pantashia)는 SACRA MUSIC과 계약을 맺은 일본의 음악 유닛이다. 보컬리스트 미아(Mia)로 구성되어 있으며, 다양한 아티스트의 뮤직비디오와 프로모션 이미지가 그려져 있다. 유닛은 2015년 첫 곡 'Day Break'를 유튜브에 올리며 활동을 시작해 2016년 메이저 데뷔했다. 이들의 음악은 키즈나이버, 데미는 이야기하고 싶어, 리크리에이터스, 슬로우 스타트 등 TV 애니메이션 시리즈에 소개됐다. 미아는 음악을 프로듀싱하는 것 외에도 소설을 쓰기도 하며, 유닛의 노래 중 일부는 자신의 소설을 기반으로 한 것이다.